# 连州镇 (罗定市)
连州镇，是中华人民共和国广东省云浮市罗定市下辖的一个乡镇级行政单位。

## 行政区划
连州镇下辖以下地区：
连州社区、古榄村、车战村、五和村、连东村、连州村、连北村、官田村、万车村、木坪村、云致村、白马村、高垌村、林升村、平北村、蒲垌村和云良村。